# پاتریشیا اونز
پاتریشیا اونز (انگلیسی: Patricia Owens; ۱۷ ژانویهٔ ۱۹۲۵ – ۳۱ اوت ۲۰۰۰) یک بازیگر اهل ایالات متحده آمریکا بود.
از فیلم‌ها یا برنامه‌های تلویزیونی که وی در آن نقش داشته‌است می‌توان به سایونارا، مگس، ایکس-۱۵ و این هزاران تپه‌ماهور اشاره کرد.